# The Singing Detective
The Singing Detective è una miniserie televisiva britannica in sei episodi. Scritta da Dennis Potter nel 1985, fu trasmessa sul canale BBC One tra il 16 novembre e il 21 dicembre 1986. Fu poi trasmessa negli Stati Uniti per la prima volta nel gennaio 1988.
Candidato a undici British Academy Television Awards, tra cui Migliore serie e Miglior attrice (per Alison Steadman), alla cerimonia del 22 marzo 1987 The Singing Detective vinse solo il premio al Miglior attore (Michael Gambon).
Nel 2003, è uscito negli USA una versione cinematografica, The Singing Detective, diretta da Keith Gordon, e interpretato da Robert Downey Jr. e Mel Gibson.

## La serie
La serie presenta diversi piani narrativi, soggetti ad un continuo intersecarsi, in modo che tra realtà e finzione si crei un rapporto inestricabile, una fusione. Ve n'è uno primario, relativo ad una fragile realtà presente (gli anni ottanta), un secondo relativo al passato dei ricordi d'infanzia dello scrittore (sul finire della seconda guerra mondiale) e un terzo relativo alla figura immaginaria del "detective canterino", omonimo dello scrittore (nella Londra dell'immediato secondo dopoguerra).
Nel piano primario, un autore di romanzi polizieschi, Philip Marlow (Michael Gambon), è ricoverato in ospedale per l'aggravarsi di una artrite psoriasica che lo affligge da più di vent'anni e che ora lo tormenta in tutto il corpo e sul viso, trattenendolo a letto e impedendogli quasi del tutto i movimenti. La stolida resistenza di Marlow alla propria condizione lo porta a rifiutare l'assunzione di tranquillanti e a rifugiarsi ostinatamente nella propria immaginazione febbricitante. Questo disperato tentativo di escapismo lo conduce a tessere nella propria mente una rielaborazione di un vecchio romanzo da lui scritto, intitolato The Singing Detective. La nuova narrazione che ne viene fuori mescola realtà percepita e immaginazione: i personaggi del passato, quelli immaginari del romanzo e la realtà della corsia acquisiscono una allucinatoria continuità percettiva.
Il secondo piano narrativo è rappresentato dai ricordi di infanzia dello scrittore ricoverato, ambientati nell'Inghilterra rurale. Lo stesso escapismo manifestato da adulto domina l'esistenza del Philip ragazzo, la cui immaginazione spesso sostituisce la percezione della realtà.
Il terzo piano narrativo è rappresentato dalle avventure del protagonista del romanzo così rielaborato, un navigato detective (interpretato sempre da Gambon), anch'egli chiamato Philip Marlow, un nome quasi identico a quello di Philip Marlowe, personaggio dei romanzi di Raymond Chandler: nella Londra attanagliata dall'incerto destino che il secondo dopoguerra riserva al paese e al mondo, il detective Marlow canta in un'orchestra al locale Laguna e studia il comportamento umano nel movimento dei clienti intenti a danzare. Incaricato dall'enigmatico Mark Binney (Patrick Malahide) di rintracciare la prostituta Sonia (Kate McKenzie), che Binney è stato l'ultimo a vedere in vita, il "detective canterino" narra l'evolversi delle proprie indagini, centrate sul sospetto che gli Alleati stiano favorendo la fuga di alcuni nazisti dal paese e che il controspionaggio sovietico sia intento a bloccare queste fughe.
Esiste poi un quarto piano narrativo, sostanziato sempre dall'immaginazione dello scrittore ricoverato, in cui tutti i precedenti piani finiscono per intersecarsi (con lo staff dell'ospedale e gli stessi pazienti coinvolti dall'immaginazione dello scrittore in sketch di canto e ballo sulle note del Laguna e degli altri brani presentati nei vari piani narrativi) e al cui centro sta un presunto complotto della ex moglie dello scrittore, operato in combutta con l'immaginario amante di lei, Mark Finney (interpretato sempre da Malahide), e teso a fargli cedere per pochi soldi i diritti d'autore sul vecchio romanzo The Singing Detective, su cui si è ora manifestato l'interesse dei produttori di Hollywood.
Nel complesso, la narrazione lineare è fortemente indebolita o del tutto abolita. Audace è la disinvoltura con cui si passa da "realtà" a "finzione", dal passato al presente: la coerenza dell'insieme è possibile solo nell'immaginazione del degente, che in definitiva si rivela come un unreliable narrator (un "narratore inaffidabile") à la Wayne C. Booth, ma anche una persona in cerca della verità sulla propria infanzia.
Originariamente, il progetto fu presentato da Potter al direttore della sezione serie tv della BBC, Jonathan Powell, e riguardava la storia di un militare che torna a Londra in cerca di una donna incontrata nel corso della seconda guerra mondiale. Il progetto, in questa forma appena abbozzata, ottenne l'appoggio (anche finanziario) della ABC Australia. Nell'evoluzione iniziale di questa bozza, apparirono innanzitutto alcune scene scritte da Potter nel contesto della corsia: l'idea era quella di far confluire in un unico ambiente, nella modalità tipica della sit-com, diversi pazienti di diverse classi sociali, costretti a convivere dalla condizione di degenza con gli altri ammalati. Emerge, inoltre, una notevole somiglianza con alcune scene di un play scritto nel 1966, Emergency Ward 9: come Philip Marlow, anche il paziente Padstow, protagonista di Emergency Ward 9, è uno scrittore. Altri paralleli possono essere istituiti tra George Adams e Ali di The Singing Detective, da un lato, e Flanders e Adzola del play del 1966, dall'altro.
Importanti sono anche gli elementi ripresi da Hide and Seek, primo romanzo di Potter, pubblicato nel 1973. Vi è poi anche la ripresa di una scena (quella della classe e della maestra) già scritta per Stand Up, Nigel Barton (1965), il primo successo di Potter.

## Episodi
1. Skin
2. Heat
3. Lovely Days
4. Clues
5. Pitter Patter
6. Who Done It

## Trama
Una esposizione lineare dei fatti illustrati nei diversi episodi può rendere solo in minima parte la complessità della narrazione di The Singing Detective. Come scrive David Bell in un saggio sulla serie:

### Skin
La serie ha inizio nella Londra del secondo dopoguerra, con la voce narrante del "detective canterino" Philip Marlow. Un barbone (Nigel Pegram) riceve una moneta da un passante. Con la moneta, nel cappello del barbone, è caduto anche un foglietto, con la scritta "Skinskapes", il nome di un locale in cui il passante si reca appena dopo.
La scena si sposta all'ospedale in cui lo scrittore Philip E. Marlow è ricoverato e scorre tra i diversi pazienti ospitati in corsia. Tra questi c'è il signor Tomkey (Leslie French), affetto da continui spasmi, il signor Hall (David Ryall), sempre intento a catturare l'attenzione del vicino di letto Reginald (Gerard Horan), il quale non stacca gli occhi da un libro che sta leggendo.
Mentre il paziente Marlow sta rientrando in corsia, trasportato su una carrozzella, con il volto sfigurato dalla psoriasi, la scena ritorna al racconto del detective Marlow. Il passante, un elegante uomo in doppiopetto (Patrick Malahide), entra allo Skinskapes e viene indotto dal barista a servirsi della compagnia di Amanda (Charon Bourke), una prostituta, come le altre del locale abbigliata come un marinaio dell'HMS.
Nel suo letto, Marlow, straziato dal dolore fisico, cerca sollievo mentale nelle vicende del suo alter ego, il "detective canterino". Agogna una sigaretta, ma è incapace di raggiungere il comodino. Cerca per questo il soccorso di Ali (Badi Uzzaman), un pakistano suo vicino di letto, perché lo aiuti ad accendersi una sigaretta. Ali, che ha sofferto di cuore e non può alzarsi da letto, aiuta Marlow, e i due si intrattengono, parlando delle autentiche dimensioni dei piaceri del tabagismo. Ma il dottor Finlay (Simon Chandler), entrato per un controllo, si accorge che Ali si è alzato e rimprovera fermamente Marlow: i due però lo canzonano, fingendo che Marlow abbia insultato Ali per motivi razziali.
Così rimbrottato, Marlow riprende a immaginare la Londra del suo detective: la scena inquadra una donna, completamente nuda, ripescata dal Tamigi.
Tocca all'infermiera Mills (Joanne Whalley) spalmare sul corpo di Marlow un unguento. Visto che il pene di Marlow sembra l'ultima parte del suo corpo che ancora funziona, il degente si sforza, durante il trattamento, di pensare a cose noiose. Si rifugia, infine, negli eventi lasciati in sospeso allo Skinskapes, ma la cantante del locale ha assunto il volto dell'infermiera Mills, e un applauso scrosciante del pubblico finisce per coincidere con una improvvida eiaculazione.
La scena ritorna all'uomo in doppiopetto: questi, con una scusa, si reca alla toilette e lascia al tavolo Amanda, in cerca del suo contatto. Il barbone, però, è stato assassinato con una pugnalata al cuore. L'uomo in doppiopetto torna al tavolo, visibilmente sconvolto dalla scoperta.
Marlow, degente, viene visitato da un gruppo di medici, capitanati da un elegante e insensibile direttore del reparto, il quale ascolta la storia clinica del paziente. Di fronte al fallimento dei passati trattamenti e all'irrequieto comportamento di Marlow, i medici si convincono che un trattamento psicofarmacologico possa essere d'aiuto, in vista di un più sostanziale ricorso ai retinoidi. L'immaginazione di Marlow si scatena: medici e infermieri vengono coinvolti in un coreografico ballo, sulle note del vecchio spiritual Dry Bones. I medici lasciano Marlow steso sul letto e lentamente la sua mente lo porta a ricordare l'infanzia, una volta che, da ragazzo, il padre lo cercava e lui si nascose su un albero.
Amanda presenta all'uomo in doppiopetto l'avvenente Sonia, una cameriera dello Skinskapes, originaria di Leningrado.
Il signor Tomkey, evidentemente scambiando Marlow per sua moglie, gli salta addosso di notte e cerca di avere con lui un affettuoso rapporto erotico, per l'ilarità generale dei pazienti in corsia e dell'infermiera del turno di notte.
L'uomo in doppiopetto, che Marlow ci rivela chiamarsi Mark Binney, attende l'uscita di Amanda dallo Skinskapes. Amanda esce in compagnia di Sonia e i tre salgono su un taxi.
Un dottore propone a Marlow di ricorrere alla competenza di uno psichiatra, il dottor Gibbon.
Ali richiama l'attenzione di Marlow e i due parlottano da letto a letto. Ali si allunga per offrire delle caramelle a Marlow, ma un attacco di cuore lo uccide. I tentativi di rianimare Ali falliscono. L'infermiera White (Imelda Staunton) raccoglie le caramelle da terra e rimprovera Marlow per averle lasciate cadere. Marlow sta per far notare che erano di Ali, poi ci ripensa e chiede all'infermiera Mills di imboccargliene una. Piangendo, dichiara che sono deliziose.
L'episodio si chiude su Philip ragazzo, in cima all'albero, che dice: "Scoprirò chi è stato".

### Heat
L'episodio si apre sul detective Marlow, che, rivolgendosi agli spettatori, si diffonde sulle particolarità della luce lunare. La scena si sposta a casa di Mark Binney, dove questi parla con Sonia, la cameriera russa che ha incontrato allo Skinskapes. Binney rivela tutto il suo carattere arcigno e misogino, contrattando il prezzo delle prestazioni sessuali per cui Sonia si è recata a casa sua. Ottenuti i soldi, Sonia li strappa e li infila in bocca, per poi sputarli ai piedi di Binney e poi concederglisi.
Lo scrittore Marlow viene condotto in carrozzella al primo appuntamento con lo psichiatra, il dottor Gibbon. Con sua grande sorpresa, trova sul tavolo del dottore una copia del suo vecchio romanzo, The Singing Detective.
La scena si sposta sul detective Marlow, impegnato a provare Cruising Down the River con la sua orchestrina. Viene avvicinato da Binney, che cerca di illustrargli il suo caso, ma Marlow sa già che, come sempre, c'è di mezzo una donna e un cadavere.
Il dottor Gibbon entra nel suo studio, dove Marlow lo sta aspettando, seduto in carrozzella, citando allo scrittore un passaggio del vecchio romanzo. Il dottore è convinto di poter trovare indizi sulla personalità dell'autore attraverso la sua prosa. Alla domanda se la moglie sia venuta a visitarlo, Marlow dichiara di non essere sposato. Gibbon avanza l'ipotesi che a Marlow non piacciano le donne e il sesso, e cita diversi passaggi da The Singing Detective da cui si evince una considerazione del rapporto sessuale come spasmo farsesco che getta i nascituri alla vita. Quanto alla malattia che affligge la pelle dello scrittore, essa sarebbe percepita, secondo il dottore, come l'eruzione cutanea del peccato, del male, come un avvertimento per tenere lontani sgraditi ospiti.
La scena si sposta in casa di Binney, dove questi e Sonia hanno un rapporto sessuale. Binney si stacca dalla donna, si accende un grosso sigaro e accusa la donna di far parte dell'NKVD e le minaccia il seno con la punta ardente del sigaro. Affacciatosi alla finestra, nota due uomini con l'impermeabile che sostano davanti a casa sua. Sonia si allarma e prende a vestirsi. Binney si insospettisce e cerca di fermarla, ma Sonia lo colpisce con una testata al naso e si allontana.
La scena torna al dialogo tra Binney e Marlow. Questi si fa l'idea che il suo cliente nasconda qualcosa. Afferma di aver appreso il russo in quanto membro dell'Intelligence Corps. In ogni caso, Sonia si è allontanata da casa sua e ora è scomparsa, e Binney è in cima ai sospettati: la polizia gli ha già fatto visita.
In corsia, nel letto di Ali viene fatto accomodare un nuovo degente, il signor Adams (Charles Simon), accompagnato dalla moglie.
La scena si sposta ai ricordi d'infanzia di Philip: il padre è un operaio di provincia, la madre è una londinese piccolo-borghese, insoddisfatta della propria vita. La famiglia vive con i genitori di lui, in un isolato villaggio di campagna, ma è evidente che l'atmosfera è tesa e che la madre di Philip è insofferente e frustrata dalla mancanza di ambizioni del marito. Il signor Marlow canta, accompagnato dalla moglie al pianoforte, It Might as Well Be Spring al pub locale, poi la moglie esegue Frühlingsrauschen, composizione del 1896 di Christian Sinding (1856-1941).
Marlow immagina di passeggiare in un bosco e di trovare la ex moglie Nicola (Janet Suzman) stesa sull'erba e impegnata in un amplesso con un uomo. Lei, deridendolo, lo invita a unirsi all'amplesso. Il bambino fugge, ma in una radura incontra i compagni di classe, che lo accolgono con frasi ingiuriose.
Rifugiato su un albero, il giovane Philip afferma che da grande vuole fare il detective.
Il padre di Philip interpreta da virtuoso un brano al pub e viene applaudito da tutti. Marlow si immagina da adulto e con il pigiama dell'ospedale ad un tavolo del pub. Vorrebbe applaudire anch'egli, ma le mani sono serrate dall'artrite. Un avventore gli si para davanti e afferma reciso che, in realtà, Philip non ha mai apprezzato il padre da vivo. Marlow, per tutta risposta, non sembra neppure a conoscenza della morte del padre, alla quale non riesce a credere. Marlow si ritrova solo nella hall: tutti gli avventori sono svaniti.
Bussano alla porta di Binney: sono i due uomini con l'impermeabile. Riportano a Binney la notizia che Sonia è stata ripescata dal Tamigi, morta. Binney finge di non sapere nulla e di respingerli, ma i due si impongono e lui decide di lasciarli entrare. Salendo le scale i due si soffermano su un quadro che raffigura una donna con i seni scoperti.
Nicola, l'ex moglie di Marlow, va a trovarlo in ospedale, ma riesce a parlare solo con l'infermiera Mills, perché lui finge di dormire. Nicola dichiara all'infermiera che venire non è stata una buona idea e si ritira. Marlow cerca di chiamarla, ma Nicola si è già allontanata. A quel punto dalla bocca di Marlow si scatena una serie di duri improperi. L'infermiera White lo rimprovera aspramente davanti a tutti i parenti presenti in corsia durante l'ora di visita.

### Lovely Days
L'episodio si apre con la dipartita di Philip e di sua madre dal piccolo villaggio dove i due vivevano con il padre e i nonni paterni di Philip. Sul treno, in uno scompartimento pieno di soldati, il giovane Philip fantastica sulla fine della guerra e immagina la morte di Hitler "ordinando" ad una schiera di fanti la distruzione di uno spaventapasseri con il volto del dittatore tedesco.
La scena si sposta nella classe di Philip, dove la maestra arringa i piccoli allievi con un entusiastico annuncio dell'imminente vittoria sui nazisti. Tutta la classe intona It's a Lovely Day Tomorrow.
Di nuovo sul treno, Philip tormenta sua madre di domande: desidera sapere perché il padre non li accompagna a Londra.
Il giovane Philip immagina di vedere nello scompartimento i personaggi che abitano l'ospedale dove Marlow è ricoverato.
La madre di Philip piange e i soldati cercano di consolarla.
Marlow è nella stanza del dottor Gibbon. Questi, manifestando l'impressione che il paziente stia meglio, lo invita a considerare di prendere una stanza per sé, dove trovare l'intimità per riprendere a scrivere. Marlow reagisce male e invita il dottore a non ficcare il naso nei suoi affari. Gibbon lo accusa di aver trovato nella malattia un perfetto rifugio dalla vita e dal mondo: tanto lo irrita che Marlow si volta per guardare in volto lo psichiatra, che per gran parte dell'incontro gli aveva camminato alle spalle. Tanto Marlow che Gibbon rimangono entusiasti per l'improvviso sciogliersi delle articolazioni del collo del primo. Bussano alla porta. Appare Nicola, ma il dottore, a bassa voce, la invita a tornare dopo. Marlow si insospettisce, ma Gibbon lo investe con un commento entusiastico sui progressi che constata nel paziente.
Il detective Marlow e Binney sono a casa di quest'ultimo. Marlow continua con la sua tattica sorniona, convinto che Binney sia un "mercante di uomini", un traditore, che cioè traffichi con salvacondotti per nazisti. Binney di sottecchi gira la chiave di un cassetto. Marlow invita Binney a guardare dalla finestra: è convinto che una delle ragazze dello Skinskapes stia appostata sotto casa di Binney. Binney guarda e c'è effettivamente una bionda sotto al lampione, che intona Lili Marlene. Binney si mostra sorpreso, ma Marlow lo accusa di sapere bene chi è quella donna "con la pistola nella borsetta": è una "rossa come un autobus di Londra, che non traffica in nazisti ed è sorpresa che lo facciate Voi". Binney, irritato, caccia Marlow di casa e quando questi gli chiede di pagarlo, Binney apre il cassetto che aveva maneggiato prima e tira fuori i soldi, ma dentro il cassetto è ben visibile una pistola.
La scena si sposta a Londra, dove il giovane Philip e sua madre hanno raggiunto la casa dei parenti di lei. I parenti ascoltano Lili Marlene da un grammofono. La madre di Philip canticchia la canzone fra sé e sé.
Marlow è sul letto, in corsia, e cerca faticosamente di recuperare il pacchetto di sigarette e l'accendino dal comodino. Finalmente vi riesce e ne accende una. Il signor Adams cerca di richiamare la sua attenzione, ma Marlow non sembra troppo voglioso di conversare. Adams chiede una sigaretta a Marlow, ma questi non può muoversi dal letto. Adams richiama alla mente i tempi della guerra, quando le sigarette valevano "quanto l'oro", erano "piccole barrette d'oro". Ad Amburgo, nel 1945, racconta Adams, con due sigarette potevi andare a letto con una ragazza. I tedeschi uscivano fuori dai loro buchi, tra le macerie. Il racconto di Adams si fa crudo ed egli arriva a leccarsi il dito e ad agitarlo per aria, mimando l'atto sessuale. Marlow si indigna, mentre nella memoria la Lili Marlene che sta sotto casa di Binney e la madre si confondono. L'eccitazione del racconto si trasforma per Adams in uno spasmo, che lo porta lentamente a morire, mentre Marlow lo apostrofa crudamente, a rimproverargli la scarsa umanità dei suoi ricordi di guerra.
Il giovane Philip è appollaiato su un albero e vede la madre in compagnia di Raymond Binney, un amico del padre. I due camminano mano nella mano. Philip li segue e li scopre, non visto, in un amplesso. Le immagini dell'amplesso si mescolano ai tentativi di rianimazione sul signor Adams. La madre di Philip viene colta dalla vergogna e dal pianto. Il pianto della donna, con le mani di Raymond sul petto, è ricollegato al pianto della stessa donna sul treno. Uno dei soldati le offre un fazzoletto, ma Philip, in un impeto di gelosia, lo rimprovera.
La scena si sposta al pub, dove il padre di Philip e Raymond Binney cantano insieme Do I Worry?. L'avventore della volta precedente prende in giro Philip, seduto a un tavolo del pub, sul tradimento della madre con Raymond. Tutta la sala ride del racconto.
L'infermiera Mills deve applicare l'unguento al corpo di Marlow. Ancora una volta Marlow cerca di concentrarsi su cose noiose, per evitare l'incidente della volta precedente. Dopo svariati tentativi poco promettenti, decide di fissare la propria mente sui fatti di The Singing Detective e torna a immaginare Mark Binney che consegna i soldi al detective Marlow. Binney prende la pistola dal cassetto. Mentre scende le scale, anche Marlow, come già i due uomini con l'impermeabile, si sofferma sul quadro che raffigura la donna con i seni scoperti. Dopo un breve scambio di battute, Marlow avverte Binney che se cerca di usare la pistola è un uomo morto.
Anche stavolta il tentativo di distrarsi non è andato a buon fine e Marlow eiacula.
Quando Marlow esce da casa di Binney, la bionda sotto al lampione cerca di richiamare la sua attenzione. Temendo per lei, Marlow, a bassa voce, la invita a ritirarsi e le dà appuntamento trenta minuti dopo, al Laguna. La bionda non lo ascolta e cerca di avvicinarlo: i due uomini con l'impermeabile sono acquattati dietro una cancellata e il magro prende una pistola silenziata e spara a "Lili". La donna, moribonda, ha appena il tempo di dire a Marlow "Skinskapes". Marlow le chiede se si tratta "dei nazi che britannici e americani non vogliono vedere catturati". La donna annuisce e poi aggiunge "Razzi". Marlow le chiede se alluda ai V2, ma la donna è ormai morta. Marlow minaccia il cielo notturno e promette che troverà il colpevole.
Ad una fermata della metro di Londra, il giovane Philip abbandona la madre e scappa.

## Musica
La serie fa un intenso uso di musica degli anni quaranta, spesso interpretata (in playback, sulla scorta degli originali, con un uso del "lip-synching" tipico in Potter) dagli stessi attori. Fu il regista Jon Amiel a scegliere i brani, traendoli da una collezione di nastri che aveva raccolto per l'occasione.
Di seguito, un elenco dei brani con gli esecutori (e tra parentesi gli autori):
- Max Harris & his Novelty Trio - Peg o' My Heart (Alfred Bryan e Fred Fisher)
- The BBC Dance Orchestra diretta da Henry Hall - I've Got You Under My Skin (Cole Porter)
- Anne Shelton - Blues in the Night (Johnny Mercer e Harold Arlen)
- Fred Waring and His Pennsylvanians - Dry Bones (James Weldon Johnson)
- The Jungle Band (Duke Ellington and his Famous Orchestra) - Rockin' in Rhythm
- Lou Preager Orchestra - Cruising Down the River (Eily Beadell e Nell Tollerton)
- Bing Crosby & The Andrews Sisters - Don't Fence Me In (Cole Porter e Robert Fletcher)
- Dick Haymes - It Might as Well Be Spring (Richard Rodgers e Oscar Hammerstein II)
- Frühlingsrauschen (op. 32 n. 3) (Christian Sinding)
- Ronnie Ronalde with Robert Farnon and his Orchestra - Bird Song at Eventide
- The Mills Brothers - Paper Doll (Johnny S. Black)
- Al Bowlly with The Ray Noble Orchestra - Bei Mir Bist Du Schoen (Jacob Jacobs e Sholom Secunda)
- Lale Andersen - Lili Marlene (Hans Leip e Norbert Schultze)
- Lew Stone Band - I Get Along Without You Very Well (Jane Brown Thompson e Hoagy Carmichael)
- The Ink Spots - Do I Worry?
- Bing Crosby & The Andrews Sisters - Ac-Cent-Tchu-Ate the Positive (Johnny Mercer e Harold Arlen)
- Sammy Kaye and his Orchestra - The Umbrella Man
- The Mills Brothers - You Always Hurt the One You Love (Allan Roberts e Doris Fisher)
- Al Jolson with Matty Malneck's Orchestra and The Four Hits and a Miss - After You've Gone (Turner Layton e Henry Creamer)
- Jack Payne and his Orchestra - It's a Lovely Day Tomorrow
- Ella Fitzgerald & The Ink Spots - Into Each Life Some Rain Must Fall (Allan Roberts e Doris Fisher)
- Al Bowlly & The Ray Noble Orchestra - The Very Thought of You (Ray Noble)
- The Henry Hall Orchestra - The Teddy Bear's Picnic (John Walter Bratton)
- Vera Lynn - We'll Meet Again (Ross Parker e Hugh Charles)

## Curiosità
Il nome del gruppo Elbow deriva dalla parola che in lingua inglese significa "gomito" ed è stato scelto perché Michael Gambon, nel sesto ed ultimo episodio della serie, afferma che elbow è "la più bella parola della lingua inglese" (the loveliest word in the English language).